# Собор Ангра-ду-Эроишму
Кафедральный собор Святейшего Спасителя в Ангра-ду-Эроишму (порт. Sé Catedral do Santíssimo Salvador de Angra do Heroísmo) — место кафедры епископа Ангры. Расположен во фрегезии Се муниципалитета Ангра.

## Архитектура
Собор построен преимущественно в стиле маньеризма, модного направления в Западной Европе XVI века. Здание имеет широкий фасад с двумя колокольнями с 32 колоколами. Интерьер выделяется потолком, вырезанным из кедра, плиткой XVII века, галереей картин с изображением епископов Ангры, скульптурами VII века, мебелью из розового дерева и большим органом. В соборе три крытых нефа, без трансепта и три капеллы. Апсида поддерживается дорическими колоннами.
Вход в храм осуществляется через трёхаркадный портик. Справа находится памятная доска, посвященная визиту Иоанна Павла II, первого Папы, посетившего Азорские острова и отслужившего там мессу 2 мая 1991 года. Слева от портика находится еще одна мемориальная доска, отмечающая восстановление собора после землетрясения 1980 года.

## История
3 ноября 1534 года Римский папа Павел II издал буллу «Aequum reputamus», учредив епархию Ангры, выделив её из архиепархии Фуншала. С 3 июля 1551 года епархия Ангры вступила в патриархат Лиссабона. Местом строительства собора была выбрана ранняя церковь, построенная до 1496 года. До настоящего времени от неё сохранился лишь алтарь.
10 января 1568 года решением короля Энрике постановлялось выделять 3000 крузадо в год на возведение собора. Начало строительство датируется 18 ноября 1570 года. Средства выделялись до кризиса престолонаследия 1580 года.
Собор был серьёзно повреждён землетрясением 1980 года.

## Наследие
С 2004 года классифицирован как региональный памятник Резолюцией №. 41/80 от 11 июня и включен в классифицированный комплекс Центральной зоны города Ангра-ду-Эроишму в соответствии со статьями 10 и 57 «Регионального законодательного декрета № 29/2004/A от 24 августа».

## Галерея

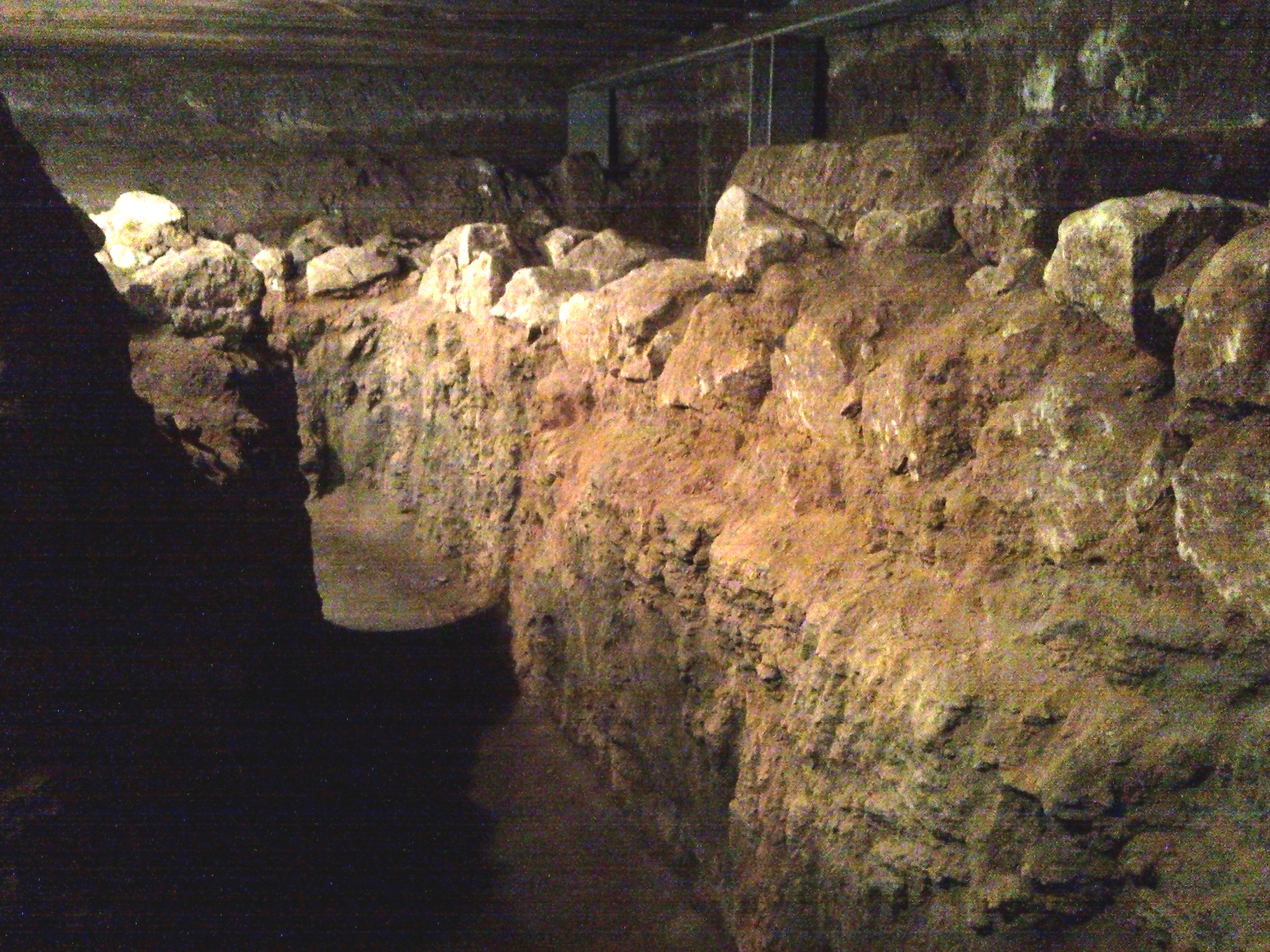
Катакомбы под собором
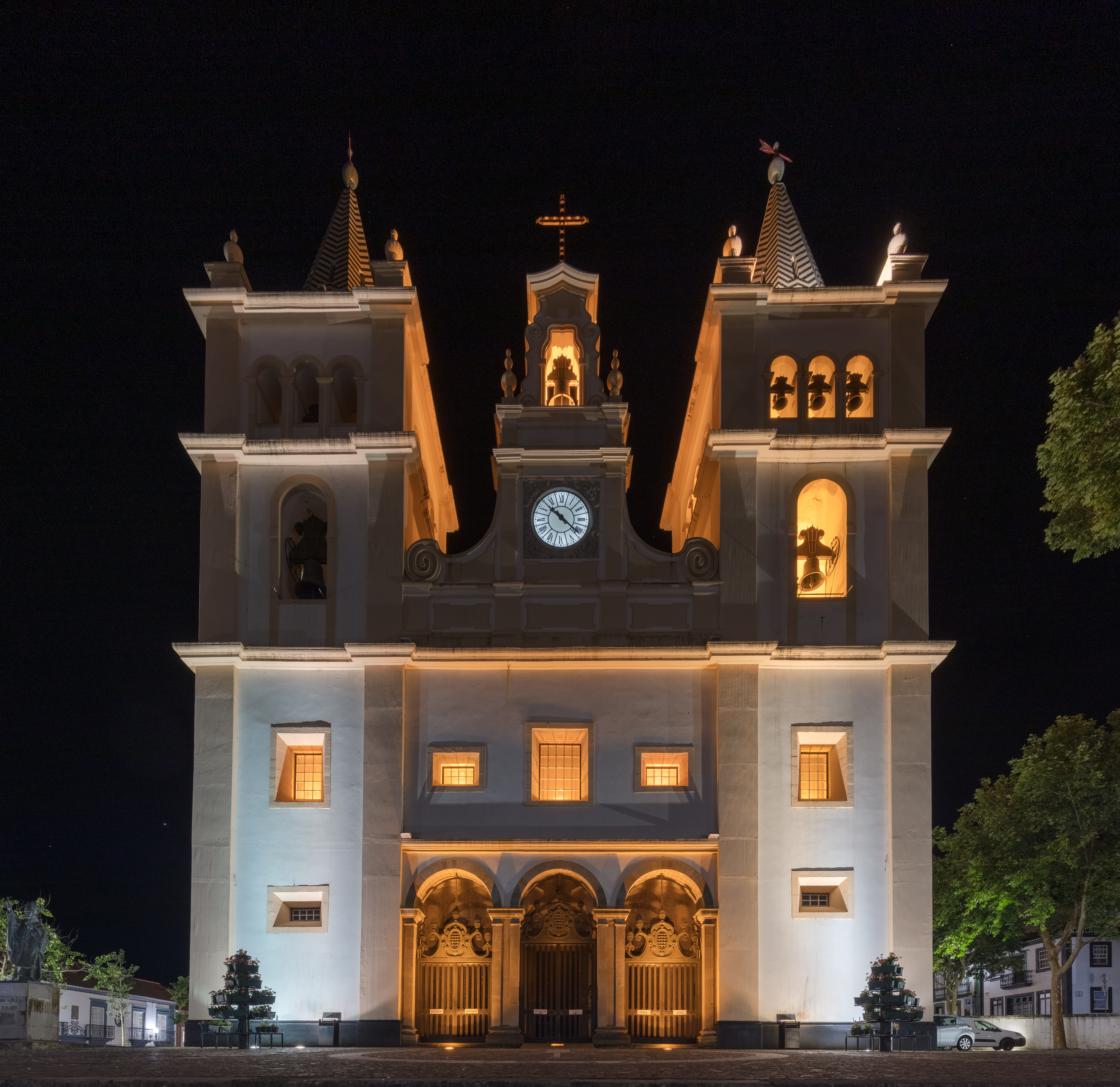
Фасад ночью
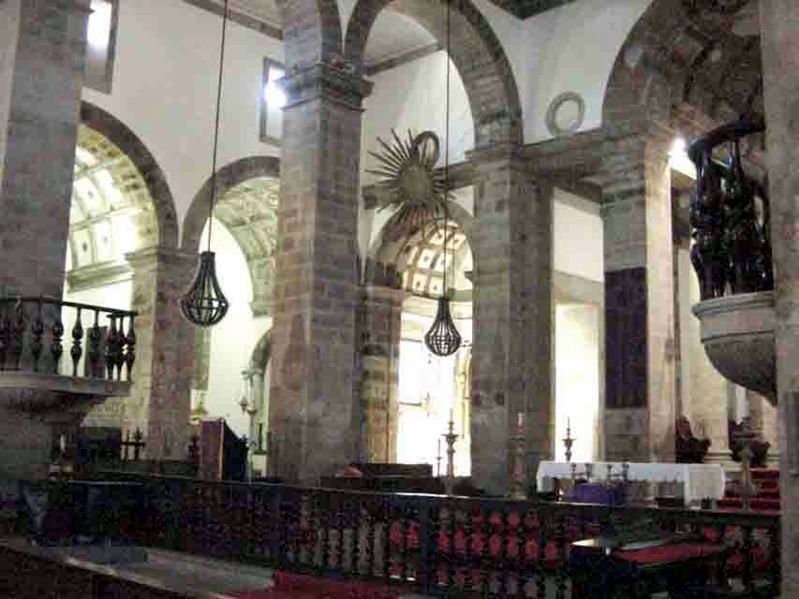
Интерьер собора
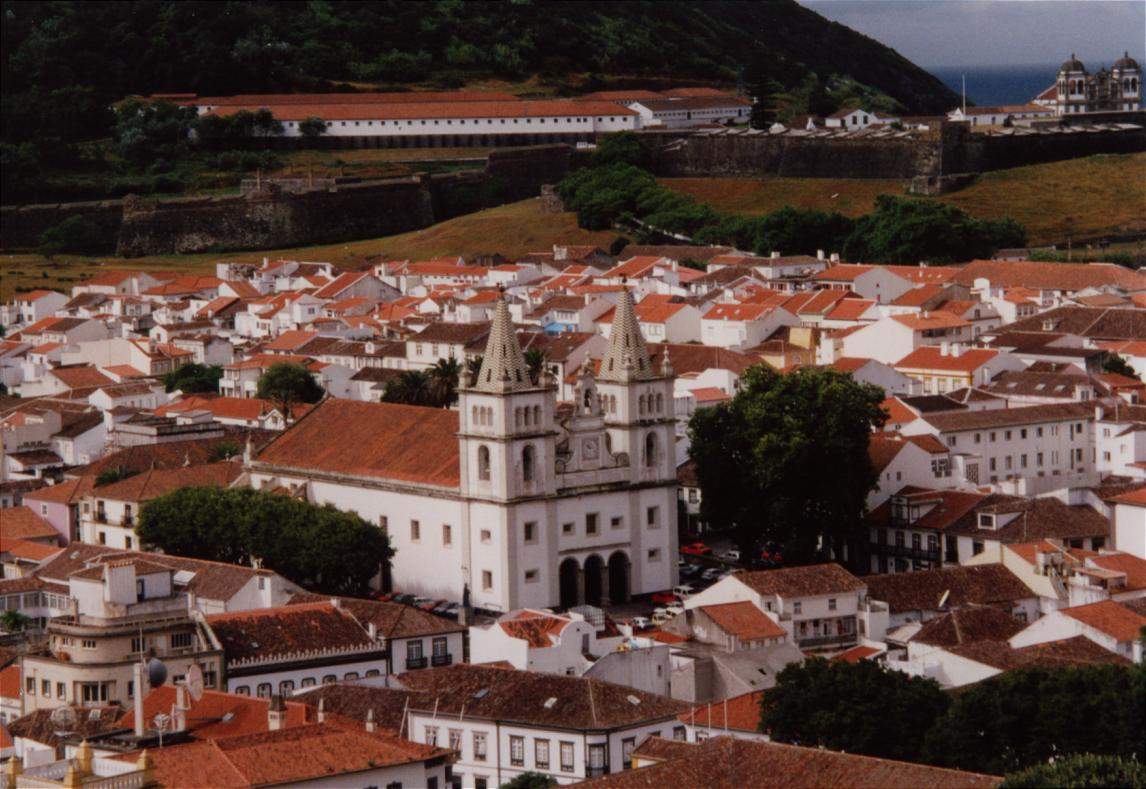
Вид с высоты птичьего полёта